# Karl Nanke
Karl Nanke, nebo počeštěle Karel Nanke, na svých skladbách je označován jako senior, (2. listopadu 1770 Nový Jičín – 30. prosince 1831 Brno) byl český hudební skladatel zejména duchovní hudby, varhaník, zpěvák a houslař, který působil jako regenschori v katedrále sv. Petra a Pavla v Brně.

## Život
Ještě ve svém rodišti se roku 1792 oženil s Eleonorou Müllerovou, s níž měl celkem pět dětí, a v roce 1796 se přestěhoval do Brna. Tam působil nejprve jako učitel v triviální škole v Křenové ulici a současně tenorista v kostele sv. Jakuba Staršího. Kromě toho se také vyučil houslařství u houslaře Franze Antona Wilda, i když se později spíše než tomuto řemeslu věnoval obchodu se smyčcovými nástroji a jejich výrobě.
V roce 1802 byl jmenován ředitelem kůru v brněnské katedrále sv. Petra a Pavla, jímž zůstal až do své smrti.
Hudební skladatel a dirigent Alois Nanke je patrně jeho synem.

## Dílo
Komponoval převážně chrámové skladby. Roku 1830 napsal melodii k velikonoční písni Aleluja! Živ buď nad smrtí slavný vítěz, jejíž text složil Tomáš Fryčaj. Vedle toho přes zákaz ze strany brněnské kapituly spolupracoval s divadlem, pro něž skládal hudbu k divadelním hrám, opery a balety. Jeho hudební díla jsou svěží a melodická, avšak značně ovlivněná tehdejší operní tvorbou.
- Die Zauberhöhle, oder Die steinernen Brüder (opera)
- Der Talisman im Magnetgebirge (opera)
- Der Betelstudent oder Das Donnervetter (balet, 1801)